# Meta reticuloides
Meta reticuloides är en spindelart som beskrevs av Takeo Yaginuma 1958. Meta reticuloides ingår i släktet Meta och familjen käkspindlar. Inga underarter finns listade i Catalogue of Life.